# Salizzole
Salizzole is een gemeente in de Italiaanse provincie Verona (regio Veneto) en telt 3788 inwoners (31-12-2004). De oppervlakte bedraagt 30,7 km², de bevolkingsdichtheid is 123 inwoners per km².
De volgende frazioni maken deel uit van de gemeente: Bionde, Engazzà e Valmorsel.

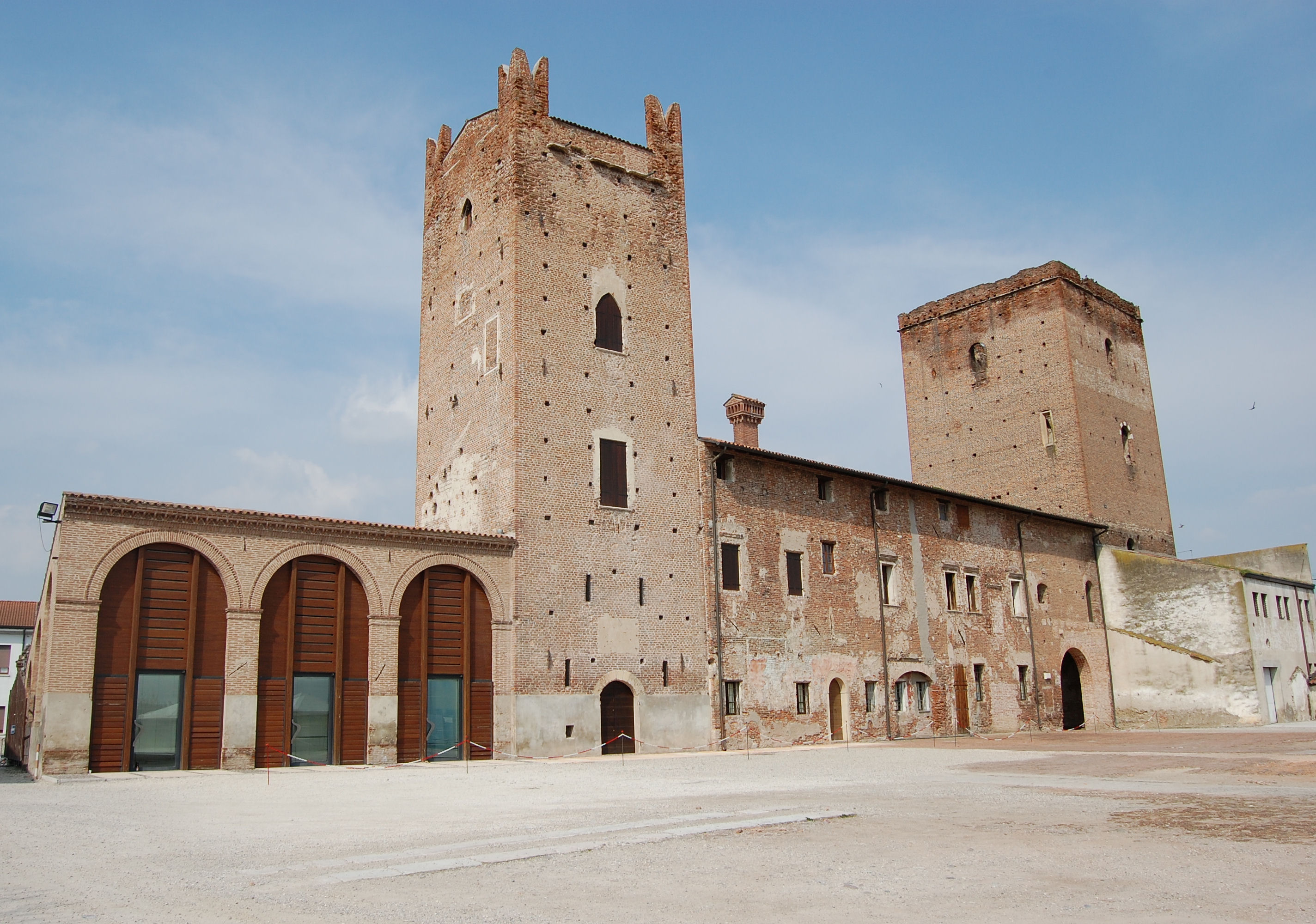
Kasteel van Salizzole
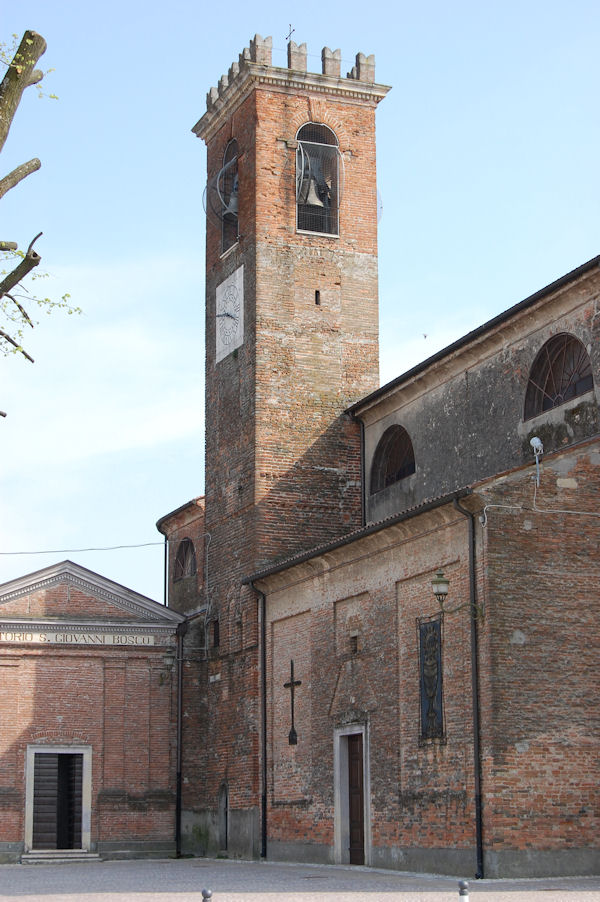
Kerk van San Martino in Salizzole

## Demografie
Salizzole telt ongeveer 1253 huishoudens. Het aantal inwoners steeg in de periode 1991-2001 met 0,5% volgens cijfers uit de tienjaarlijkse volkstellingen van ISTAT.
| Jaar | Inwoneraantal |
| ---- | ------------- |
| 1991 | 3741          |
| 2001 | 3761          |

## Geografie
De gemeente ligt op ongeveer 22 m boven zeeniveau.
Salizzole grenst aan de volgende gemeenten: Bovolone, Concamarise, Isola della Scala, Nogara, Sanguinetto.